# Покорны, Франц (дирижёр)
Франц Ксавер Покорны или Покорни (нем. Franz Xaver Pokorny, чеш. František Xaver Pokorný; 22 декабря 1797, Льстиборж, ныне округ Колин, Чехия — 5 августа 1850, Вена) — чешско-австрийский дирижёр и импресарио, кларнетист, композитор, театральный режиссёр

## Биография
В 1819 году поступил кларнетистом в оркестр венского Театра в Йозефштадте, в 1822 году перешёл в городской театр Прессбурга, в 1827 году занял там же пост дирижёра. Успех в Прессбурге привёл к приглашению Покорны в 1836 году возглавить театр в Бадене, откуда уже в следующем году он перешёл в свой родной Театр ин дер Йозефштадт, который в 1840 году выкупил и перестроил. В последующее десятилетие Покорны руководил в этом театре как оперной частью репертуара (в частности, под его руководством были даны венские премьеры «Лючии ди Ламмермур» и «Дочери полка» Гаэтано Доницетти), так и драматической, построил летние театры в Бадене и Эденбурге, организовал венские гастроли Дженни Линд (1846 и 1847). Под патронатом Покорны началась успешная композиторская карьера Альберта Лорцинга и Франца фон Зуппе (впоследствии посвятившего памяти Покорны свой Реквием). Состояние Покорны, впрочем, не выдержало серии дорогостоящих премьер, а в особенности удара революционных событий 1848 года.
Сын Покорны, Алоис Покорны (1825—1883), также был дирижёром и театральным режиссёром, работавшим в том же Театре в Йозефштадте.